# Het nieuwe denken
Heer Bommel en het nieuwe denken of kortweg Het nieuwe denken is het 114de verhaal uit de Bommelsaga, geschreven en getekend door Marten Toonder. Het verhaal verscheen voor het eerst op 7 maart 1966 en liep tot 13 mei 1966. Het thema is omgekeerde normen en waarden.

## Samenvatting
Heer Bommel en Tom Poes spoelen gescheiden aan op het eiland Novo. De bewoners zijn aangepast en dragen een gezichtsmasker, waardoor vreemdelingen opvallen. Op Novo heerst het nieuwe denken. De welvaart is er tot grote hoogte gestegen en niemand hoeft er te werken. De verveling heeft er dan ook toegeslagen en de normen en waarden zijn omgedraaid. Grote groepen reljeugd mishandelen ouderen om maar een lolletje te hebben. Heer Ollie merkt dit al gauw. Met zijn ruitjesjas is hij anders en moet dus aangepast worden in de Aanpasserij. Tom Poes weet te ontkomen en komt in contact met een immigrante. Haar verloofde is opgepakt omdat zijn vriendin anders is. Ze leent Tom Poes haar zondagse masker en geeft hem de opdracht om haar vriend 'Nulnegen Nul' uit de Aanpasserij te bevrijden.
Om de verveling te verdrijven is er ook een Idoolmaker. Altijd op zoek naar nieuw talent. Tom Poes brengt hem in contact met heer Ollie die zo wellicht aan aanpassing kan ontsnappen. De geleerden Loosgeest Vijftien en Zagtbol Negen staan aan het hoofd van de Aanpasserij. Ze werken met injecties, die het brein wassen. Zij maken bezwaar tegen de idoolmaker. De idoolmaker stelt zich voor als 'Oom Im'. Hij gaat een persoonlijkheid maken van Heer Bommel. Terwijl Heer Bommel wordt weggereden uit de instelling wordt het masker van Tom Poes herkend door de hekbewaker. Dat blijkt de gezochte Nulnegen Nul te zijn.
Heer Bommel wordt overgedragen aan een leraar, die de Kul Tuur uit hem gaat blazen. Hij wordt door de leraar in een grote trom gegooid, waarna de tekst ontstaat: "Ik wil eruit". Gecombineerd met een stevig op de trompet blazende leraar leverde dat de impresario Im de gewenste beat: De Toren van Bommel. De geruite jassen verschijnen steeds meer in het straatbeeld. Heer Bommel doet op aanraden van Tom Poes goed zijn best en wordt een idool zonder te weten wat het is. Hij mag optreden in de Gehoorzaal van Novo. Tom Poes geeft hem als tekst mee dat die Aanpasserij en die hele Idoolbeweging onzin zijn.
Heer Bommel gaat inderdaad wat van de Rommeldamse teksten uitspreken waarop Im en zijn muziekleraar hem gezamenlijk in de grote trom gooien. Het wordt een heftig optreden van De Toren van Bommel en de Gehoorzaal wordt alsnog door het enthousiaste publiek in ruitjesjas afgebroken. Heer Bommel verdwijnt door een luikje van het toneel en wordt opgevangen door Tom Poes. In de Aanpasserij is geleerde Zagtbol Negen in ruitjesjas aangetast door het denken van Heer Bommel. Hij laat onder protest van zijn collega de kneusjes en geestelijk misvormden vrij uit de Aanpasserij. Na sterk aandringen van Tom Poes kruipt heer Bommel voor de tweede keer in een lege fust.
Later spoelen Heer Bommel en de verloofde van Nulnegen Nul aan in twee fusten bij Krabbezijl. Tom Poes en Nulnegen Nul zelf volgen op een houten balk. Nulnegen Nul wil een lolletje trappen van 4 tegen 2, maar Heer Bommel waarschuwt dat het Nieuwe Denken in Rommeldam (nog) niet is ingevoerd. Na zware tweestrijd besluit Nulnegen Nul toch om zijn masker af te doen en zich bloot te geven. Hij blijft voorlopig waar hij is aangespoeld.
Joost serveert een welkomstmaal voor 4 personen. De twee vrienden zitten aan evenals Nulnegen Nul met zijn verloofde. Heer Bommel brengt een toost uit op de behouden thuiskomst. Het was wel even prettig om Idool te zijn maar een heer miste er toch veel dingen die het leven aangenaam maken. Nulnegen Nul en zijn verloofde voelen zich ongemakkelijk. Hij is niet gekomen om moe te worden. Tom Poes troost hem met de gedachte dat de Novo-taal in dit land al veel wordt gesproken.

## Voetnoot
1. ↑  Heer Bommel was van 19 februari tot 7 maart op vakantie. Het NRC Handelsblad drukte op 19 februari een vakantieaankondiging af.
2. ↑  Evenals bij het optreden van de Rolling Stones in 1964 in het Kurhaus. http://www.publiekeomroep.nl/artikelen/rolling-stones-in-het-kurhaus. Gearchiveerd op 29 maart 2012.
3. ↑  Hij sukkelt ook nog met zijn meegenomen voetketting uit de Aanpasserij.

## Hoorspel
- Het nieuwe denken in het Bommelhoorspel